# Lesnoje (Twer)
Lesnoje (russisch Лесно́е) ist ein Dorf (selo) in der Oblast Twer in Russland mit 1666 Einwohnern (Stand 14. Oktober 2010).

## Geographie
Der Ort liegt etwa 160 km Luftlinie nördlich des Oblastverwaltungszentrums Twer. Am südöstlichen Ortsrand befindet sich der Kremino-See, der über die Kremenniza zur östlich vorbeifließenden Obretinka entwässert, die ihrerseits 5 km östlich von Lesnoje in den linken Mogotscha-Nebenfluss Saragoscha mündet.
Lesnoje ist Verwaltungszentrum des Rajons Lesnoi sowie Sitz zweier Landgemeinden:
- Lesnoje selskoje posselenije mit Lesnoje und 20 weiteren Dörfern, davon nur 2 mit mehr als 100 Einwohnern: Bor-Prudy (15 km südwestlich) und Gorodok (3,5 km südlich), 4 mit mehr als 10 Einwohnern, 8 mit unter 10 Einwohnern und 6 ohne ständige Einwohner
- Bochtowskoje selskoje posselenije mit 68 Dörfern, davon 4 mit mehr als 100 Einwohnern: Michailowskoje (11 km nördlich), Nikolskoje (15 km nordöstlich), Sastrowje (6 km nordwestlich) und Swischtschewo (2 km östlich), 25 mit mehr als 10 Einwohnern, 23 mit unter 10 Einwohnern und 16 ohne ständige Einwohner (Lesnoje selbst gehört nicht zur Gemeinde)

## Geschichte
Der zunächst Smerdyn genannte Ort wurde erstmals 1545 urkundlich erwähnt; die Bezeichnung tauchte bereits in Nowgoroder Birkenrindentexten  vom späten 14. oder frühen 15. Jahrhunderts auf, allerdings ist nicht gesichert, ob diese Ortschaft mit der späteren identisch ist. Smerdyn war in dieser Zeit ein kleines Kirchdorf, wie in Nordrussland üblich als pogost bezeichnet. Gegen Ende des 16. Jahrhunderts entvölkerte die relativ abgelegene Gegend aufgrund der schlechten wirtschaftlichen Lage weitgehend. Bis Mitte des 17. Jahrhunderts siedelten infolge des Friedens von Stolbowo viele Karelier in das Gebiet um; diese sind dort bis heute als ethnische Gruppe der Twer-Karelier ansässig.
Mit der administrativen Neuordnung des Russischen Reiches im 18. Jahrhundert kam Smerdyn zum Ujesd Wessjegonsk, ab 1776 in der Statthalterschaft Twer, ab 1796 wegen zwischenzeitlicher Auflösung des Ujesds (bis 1803) zum Ujesd Beschezk des neugebildeten Gouvernements Twer. Der Ort war zwar als Handelspunkt lokal bedeutsam, administrativ jedoch Teil der Michailowskaja wolost mit Sitz ursprünglich in Michailowskoje, später auch zeitweise im sechs Kilometer nördlich von Smerdyn verkehrsgünstiger an der Straße gelegenen Monakowo. In der frühen sowjetischen Periode wurde Smerdyn Sitz eines Dorfsowjets, der mit dem gesamten westlichen Teil des Ujesds Wessjegonsk noch zum Ujesd Wyschni Wolotschok wechselte, bevor die Ujesdgliederung 1929 abgeschafft wurde.
Am 12. Juli 1929 wurde der Michailowski rajon mit Sitz wiederum in Michailowskoje ausgewiesen, als Teil des kurzlebigen Okrugs Beschezk der in dieser Periode bedeutend größeren als heute Oblast Moskau. Mit der Abschaffung der Verwaltungsebene der Okrugi wurde der Rajon am 31. Oktober 1930 der Oblast direkt unterstellt. Zugleich wurde der Verwaltungssitz nach Smerdyn verlegt und dieses in Lesnoje umbenannt (Adjektiv von russisch les für „Wald“, also etwa „Walddorf“); die Rajonbezeichnung wurde entsprechend angepasst.
Von Februar 1963 bis 30. Dezember 1966 war der Rajon vorübergehend aufgelöst und sein Territorium dem Maksatichinski rajon angegliedert.

### Bevölkerungsentwicklung
| Jahr | Einwohner |
| ---- | --------- |
| 1939 | 450       |
| 1959 | 1025      |
| 1970 | 1016      |
| 1979 | 1468      |
| 1989 | 1769      |
| 2002 | 1949      |
| 2010 | 1666      |

Anmerkung: Volkszählungsdaten

## Verkehr
Durch Lesnoje verläuft die Regionalstraße 28K-0847, die gut 50 km südlich beim benachbarten Rajonzentrum Maksaticha von der 28K-0034 Wyschni Wolotschok – Beschezk abzweigt und weiter zur Grenze der Oblast Nowgorod führt, dort als 49K-02 nach Pestowo. Im Pestowo befindet sich etwa 40 km nördlich auch die nächstgelegene Bahnstation an der Strecke Sankt Petersburg – Pestowo – Moskau; bis zur Station Malyschewo an der Strecke(Jaroslawl –) Rybinsk – Bologoje (– Pskow) sind es etwa 50 km in südlicher Richtung.